# Madden NFL 2005
Madden NFL 2005 är ett amerikanskt fotbollsimuleringsdatorspel baserat på NFL som utvecklades av EA Tiburon, tillsammans med Exient Entertainment och Budcat Creations, och publicerades av EA Sports. Den 16:e delen av Madden NFL-serien, den innehåller tidigare Baltimore Ravens linebacker Ray Lewis på omslaget. Al Michaels och John Madden återvänder som spelkommentatorer. Släppt den 9 augusti 2004 är spelet det första Madden-spelet som spelar Xbox Live. Det var det sista Madden-spelet som spelades på PlayStation och det första Madden-spelet som spelades på Nintendo DS som en lanseringstitel.